# Chile en el Campeonato Sudamericano de Fútbol Sub-20 de 2007
La Selección de Chile fue uno de los 10 equipos participantes en el Campeonato Sudamericano de Fútbol Sub-20 de 2007, torneo que se llevó a cabo entre el 7 de enero y el 28 de enero de 2007 en Paraguay.
En el sorteo la Selección de Chile quedó emparejada en el Grupo A junto con Brasil, Bolivia, Perú y Paraguay.
Terminó la fase de grupos en tercer lugar, con dos victorias y dos derrotas, clasificando por dos puntos de diferencia con Bolivia al hexagonal final y logró la clasificación a la Copa Mundial de Fútbol Sub-20 de 2007, realizada en Canadá. Jugó su último partido definitorio contra la local Paraguay, con posibilidades de clasificar a los Juegos Olímpicos de Pekín 2008 si ganaba el encuentro, donde comenzó ganando 1-0, con gol de Juan Pablo Arenas, pero perdió finalmente por 3-2, arruinando el sueño de los chilenos de ir a los Juegos Olímpicos, pero clasificando a la Copa Mundial Sub-20, obteniendo el cuarto lugar con 6 puntos en la fase final, igualado con Paraguay pero pasando al torneo final por diferencia de goles.

## Jugadores[2]
DT:  José Sulantay
| N.º | Nombre               | Posición      | Nacimiento | Club año 2007        | Club actual               |
| --- | -------------------- | ------------- | ---------- | -------------------- | ------------------------- |
| 1   | Cristopher Toselli   | Portero       | 15.06.1988 | Universidad Católica | Central Córdoba           |
| 2   | Cristián Suárez      | Defensa       | 06.02.1987 | Unión San Felipe     | Palestino                 |
| 3   | Mauricio Isla        | Mediocampista | 12.06.1988 | Universidad Católica | Universidad Católica      |
| 4   | Roberto Figueroa     | Defensa       | 14.02.1987 | Coquimbo Unido       | Retirado                  |
| 5   | Nicolás Larrondo     | Defensa       | 04.10.1987 | Universidad de Chile | Retirado                  |
| 6   | Gary Medel           | Mediocampista | 03.08.1987 | Universidad Católica | Bologna                   |
| 7   | Hans Martínez        | Defensa       | 04.01.1987 | Universidad Católica | Sin Club                  |
| 8   | Dagoberto Currimilla | Mediocampista | 26.12.1987 | Huachipato           | Retirado                  |
| 9   | Nicolás Medina       | Delantero     | 28.03.1987 | Universidad de Chile | Retirado                  |
| 10  | Juan Pablo Arenas    | Mediocampista | 22.04.1987 | Colo-Colo            | Sin Club                  |
| 11  | Jaime Grondona       | Delantero     | 15.04.1987 | Santiago Wanderers   | Santa Coloma              |
| 12  | Richard Leyton       | Portero       | 25.01.1987 | Colo-Colo            | Deportes Copiapó          |
| 13  | Christian Sepúlveda  | Defensa       | 23.05.1987 | Unión Española       | Sin Club                  |
| 14  | Arturo Vidal         | Defensa       | 22.05.1987 | Colo-Colo            | Flamengo                  |
| 15  | Carlos Carmona       | Mediocampista | 21.02.1987 | Coquimbo Unido       | Retirado                  |
| 16  | Jean Paul Pineda     | Delantero     | 24.02.1989 | Palestino            | Unión San Felipe          |
| 17  | Alexis Sánchez       | Delantero     | 19.12.1988 | Colo-Colo            | Olympique de Marsella     |
| 18  | Mathías Vidangossy   | Delantero     | 25.05.1987 | Unión Española       | Unión La Calera           |
| 19  | Felipe Flores        | Delantero     | 09.01.1987 | O'Higgins            | Magallanes                |
| 20  | Eric Godoy           | Mediocampista | 26.03.1987 | Santiago Wanderers   | Universidad de Concepción |

## Participación

### Fase de grupos
| Pos. | Equipo   | Pts. | PJ | PG | PE | PP | GF | GC | Dif. |
| ---- | -------- | ---- | -- | -- | -- | -- | -- | -- | ---- |
| 1.º  | Brasil   | 10   | 4  | 3  | 1  | 0  | 10 | 4  | 6    |
| 2.º  | Paraguay | 8    | 4  | 2  | 2  | 0  | 3  | 1  | 2    |
| 3.º  | Chile    | 6    | 4  | 2  | 0  | 2  | 10 | 7  | 3    |
| 4.º  | Bolivia  | 4    | 4  | 1  | 1  | 2  | 4  | 8  | −4   |
| 5.º  | Perú     | 0    | 4  | 0  | 0  | 4  | 4  | 11 | −7   |

|  | Clasificados a la Fase Final |

#### Fecha 1
| 1     | POR   | Muriel           |     |
| 2     | DEF   | Amaral           |     |
| 15    | DEF   | Eliézio          |     |
| 4     | DEF   | Thiago Heleno    |     |
| 5     | DEF   | Roberto          | 77' |
| 6     | DEF   | Carlinhos        |     |
| 7     | MED   | Leandro Lima     | 62' |
| 8     | MED   | Lucas Leiva      |     |
| 9     | MED   | Fabiano Oliveira |     |
| 10    | DEL   | Willian          |     |
| 19    | DEL   | Edgar            | 57' |
| D. T. | D. T. | Nélson Rodrigues |     |

| 12    | POR   | Richard Leyton       |     |
| 7     | DEF   | Hans Martínez        |     |
| 5     | DEF   | Nicolás Larrondo     |     |
| 2     | DEF   | Cristián Suárez      |     |
| 3     | DEF   | Mauricio Isla        |     |
| 6     | DEF   | Gary Medel           | 85' |
| 14    | MED   | Arturo Vidal         |     |
| 15    | MED   | Carlos Carmona       |     |
| 8     | MED   | Dagoberto Currimilla | 58' |
| 17    | DEL   | Alexis Sánchez       |     |
| 9     | DEL   | Nicolás Medina       | 88' |
| D. T. | D. T. | José Sulantay        |     |

| 11 | DEL | Alexandre Pato | 57' |
| 20 | DEL | Danilinho      | 62' |
| 17 | MED | Fernando       | 77' |

| 19 | DEL | Felipe Flores       | 58' |
| 13 | DEF | Christian Sepúlveda | 85' |
| 18 | DEL | Mathías Vidangossy  | 88' |

| 46' · 60' · 70' · 76' | Leandro Lima Alexandre Pato | 1:1 2:1 3:1 4:2 |

| 29' · 73' | Mauricio Isla Alexis Sánchez | 0:1 3:2 |

| 8' | Thiago Heleno |

| 14' · 38' · 86' | Cristián Suárez Carlos Carmona Arturo Vidal |

| Principal  | Sergio Pezzotta |
| Asistentes | Ricardo Casas   |
|            | Jovani Zapata   |

| 1     | POR   | Muriel           |     |
| 2     | DEF   | Amaral           |     |
| 15    | DEF   | Eliézio          |     |
| 4     | DEF   | Thiago Heleno    |     |
| 5     | DEF   | Roberto          | 77' |
| 6     | DEF   | Carlinhos        |     |
| 7     | MED   | Leandro Lima     | 62' |
| 8     | MED   | Lucas Leiva      |     |
| 9     | MED   | Fabiano Oliveira |     |
| 10    | DEL   | Willian          |     |
| 19    | DEL   | Edgar            | 57' |
| D. T. | D. T. | Nélson Rodrigues |     |

| 12    | POR   | Richard Leyton       |     |
| 7     | DEF   | Hans Martínez        |     |
| 5     | DEF   | Nicolás Larrondo     |     |
| 2     | DEF   | Cristián Suárez      |     |
| 3     | DEF   | Mauricio Isla        |     |
| 6     | DEF   | Gary Medel           | 85' |
| 14    | MED   | Arturo Vidal         |     |
| 15    | MED   | Carlos Carmona       |     |
| 8     | MED   | Dagoberto Currimilla | 58' |
| 17    | DEL   | Alexis Sánchez       |     |
| 9     | DEL   | Nicolás Medina       | 88' |
| D. T. | D. T. | José Sulantay        |     |

| 11 | DEL | Alexandre Pato | 57' |
| 20 | DEL | Danilinho      | 62' |
| 17 | MED | Fernando       | 77' |

| 19 | DEL | Felipe Flores       | 58' |
| 13 | DEF | Christian Sepúlveda | 85' |
| 18 | DEL | Mathías Vidangossy  | 88' |

| 46' · 60' · 70' · 76' | Leandro Lima Alexandre Pato | 1:1 2:1 3:1 4:2 |

| 29' · 73' | Mauricio Isla Alexis Sánchez | 0:1 3:2 |

| 8' | Thiago Heleno |

| 14' · 38' · 86' | Cristián Suárez Carlos Carmona Arturo Vidal |

| Principal  | Sergio Pezzotta |
| Asistentes | Ricardo Casas   |
|            | Jovani Zapata   |

| 1     | POR   | Muriel           |     |
| 2     | DEF   | Amaral           |     |
| 15    | DEF   | Eliézio          |     |
| 4     | DEF   | Thiago Heleno    |     |
| 5     | DEF   | Roberto          | 77' |
| 6     | DEF   | Carlinhos        |     |
| 7     | MED   | Leandro Lima     | 62' |
| 8     | MED   | Lucas Leiva      |     |
| 9     | MED   | Fabiano Oliveira |     |
| 10    | DEL   | Willian          |     |
| 19    | DEL   | Edgar            | 57' |
| D. T. | D. T. | Nélson Rodrigues |     |

| 12    | POR   | Richard Leyton       |     |
| 7     | DEF   | Hans Martínez        |     |
| 5     | DEF   | Nicolás Larrondo     |     |
| 2     | DEF   | Cristián Suárez      |     |
| 3     | DEF   | Mauricio Isla        |     |
| 6     | DEF   | Gary Medel           | 85' |
| 14    | MED   | Arturo Vidal         |     |
| 15    | MED   | Carlos Carmona       |     |
| 8     | MED   | Dagoberto Currimilla | 58' |
| 17    | DEL   | Alexis Sánchez       |     |
| 9     | DEL   | Nicolás Medina       | 88' |
| D. T. | D. T. | José Sulantay        |     |

| 11 | DEL | Alexandre Pato | 57' |
| 20 | DEL | Danilinho      | 62' |
| 17 | MED | Fernando       | 77' |

| 19 | DEL | Felipe Flores       | 58' |
| 13 | DEF | Christian Sepúlveda | 85' |
| 18 | DEL | Mathías Vidangossy  | 88' |

| 46' · 60' · 70' · 76' | Leandro Lima Alexandre Pato | 1:1 2:1 3:1 4:2 |

| 29' · 73' | Mauricio Isla Alexis Sánchez | 0:1 3:2 |

| 8' | Thiago Heleno |

| 14' · 38' · 86' | Cristián Suárez Carlos Carmona Arturo Vidal |

| Principal  | Sergio Pezzotta |
| Asistentes | Ricardo Casas   |
|            | Jovani Zapata   |

| 1     | POR   | Muriel           |     |
| 2     | DEF   | Amaral           |     |
| 15    | DEF   | Eliézio          |     |
| 4     | DEF   | Thiago Heleno    |     |
| 5     | DEF   | Roberto          | 77' |
| 6     | DEF   | Carlinhos        |     |
| 7     | MED   | Leandro Lima     | 62' |
| 8     | MED   | Lucas Leiva      |     |
| 9     | MED   | Fabiano Oliveira |     |
| 10    | DEL   | Willian          |     |
| 19    | DEL   | Edgar            | 57' |
| D. T. | D. T. | Nélson Rodrigues |     |

| 12    | POR   | Richard Leyton       |     |
| 7     | DEF   | Hans Martínez        |     |
| 5     | DEF   | Nicolás Larrondo     |     |
| 2     | DEF   | Cristián Suárez      |     |
| 3     | DEF   | Mauricio Isla        |     |
| 6     | DEF   | Gary Medel           | 85' |
| 14    | MED   | Arturo Vidal         |     |
| 15    | MED   | Carlos Carmona       |     |
| 8     | MED   | Dagoberto Currimilla | 58' |
| 17    | DEL   | Alexis Sánchez       |     |
| 9     | DEL   | Nicolás Medina       | 88' |
| D. T. | D. T. | José Sulantay        |     |

| 11 | DEL | Alexandre Pato | 57' |
| 20 | DEL | Danilinho      | 62' |
| 17 | MED | Fernando       | 77' |

| 19 | DEL | Felipe Flores       | 58' |
| 13 | DEF | Christian Sepúlveda | 85' |
| 18 | DEL | Mathías Vidangossy  | 88' |

| 46' · 60' · 70' · 76' | Leandro Lima Alexandre Pato | 1:1 2:1 3:1 4:2 |

| 29' · 73' | Mauricio Isla Alexis Sánchez | 0:1 3:2 |

| 8' | Thiago Heleno |

| 14' · 38' · 86' | Cristián Suárez Carlos Carmona Arturo Vidal |

| Principal  | Sergio Pezzotta |
| Asistentes | Ricardo Casas   |
|            | Jovani Zapata   |

#### Fecha 2
| 12    | POR   | Blas Hermosilla     |     |
| 2     | DEF   | Gustavo Noguera     |     |
| 6     | DEF   | Nery Bareiro        |     |
| 4     | DEF   | Pablo Aguilar       |     |
| 3     | DEF   | Richard Salinas     |     |
| 15    | MED   | Osmar Molinas       | 75' |
| 5     | MED   | Juan Romero         |     |
| 16    | MED   | Jorge González      |     |
| 20    | MED   | José Montiel        | 56' |
| 9     | DEL   | Carlos Acuña        |     |
| 18    | DEL   | Cristian Bogado     |     |
| D. T. | D. T. | Ernesto Mastrángelo |     |

| 12    | POR   | Richard Leyton   |     |
| 5     | DEF   | Nicolás Larrondo |     |
| 7     | DEF   | Hans Martínez    | 68' |
| 2     | DEF   | Cristián Suárez  |     |
| 3     | DEF   | Mauricio Isla    |     |
| 19    | MED   | Felipe Flores    | 46' |
| 6     | MED   | Gary Medel       | 46' |
| 15    | MED   | Carlos Carmona   |     |
| 14    | MED   | Arturo Vidal     |     |
| 9     | DEL   | Nicolás Medina   |     |
| 17    | DEL   | Alexis Sánchez   |     |
| D. T. | D. T. | José Sulantay    |     |

| 8  | MED | Luis Cáceres         | 56' |
| 10 | MED | Marcelo Estigarribia | 75' |

| 10 | MED | Juan Pablo Arenas    | 46' |
| 8  | MED | Dagoberto Currimilla | 46' |
| 18 | DEL | Mathías Vidangossy   | 68' |

| 15' | Cristian Bogado | 1:0 |

| 32' · 34' | Osmar Molinas Jorge González |

| 57' · 85' · 87' | Arturo Vidal Dagoberto Currimilla Mauricio Isla |

| Principal  | Roberto Silvera   |
| Asistentes | Mauricio Espinoza |
|            | Ricardo Casas     |

| 12    | POR   | Blas Hermosilla     |     |
| 2     | DEF   | Gustavo Noguera     |     |
| 6     | DEF   | Nery Bareiro        |     |
| 4     | DEF   | Pablo Aguilar       |     |
| 3     | DEF   | Richard Salinas     |     |
| 15    | MED   | Osmar Molinas       | 75' |
| 5     | MED   | Juan Romero         |     |
| 16    | MED   | Jorge González      |     |
| 20    | MED   | José Montiel        | 56' |
| 9     | DEL   | Carlos Acuña        |     |
| 18    | DEL   | Cristian Bogado     |     |
| D. T. | D. T. | Ernesto Mastrángelo |     |

| 12    | POR   | Richard Leyton   |     |
| 5     | DEF   | Nicolás Larrondo |     |
| 7     | DEF   | Hans Martínez    | 68' |
| 2     | DEF   | Cristián Suárez  |     |
| 3     | DEF   | Mauricio Isla    |     |
| 19    | MED   | Felipe Flores    | 46' |
| 6     | MED   | Gary Medel       | 46' |
| 15    | MED   | Carlos Carmona   |     |
| 14    | MED   | Arturo Vidal     |     |
| 9     | DEL   | Nicolás Medina   |     |
| 17    | DEL   | Alexis Sánchez   |     |
| D. T. | D. T. | José Sulantay    |     |

| 8  | MED | Luis Cáceres         | 56' |
| 10 | MED | Marcelo Estigarribia | 75' |

| 10 | MED | Juan Pablo Arenas    | 46' |
| 8  | MED | Dagoberto Currimilla | 46' |
| 18 | DEL | Mathías Vidangossy   | 68' |

| 15' | Cristian Bogado | 1:0 |

| 32' · 34' | Osmar Molinas Jorge González |

| 57' · 85' · 87' | Arturo Vidal Dagoberto Currimilla Mauricio Isla |

| Principal  | Roberto Silvera   |
| Asistentes | Mauricio Espinoza |
|            | Ricardo Casas     |

| 12    | POR   | Blas Hermosilla     |     |
| 2     | DEF   | Gustavo Noguera     |     |
| 6     | DEF   | Nery Bareiro        |     |
| 4     | DEF   | Pablo Aguilar       |     |
| 3     | DEF   | Richard Salinas     |     |
| 15    | MED   | Osmar Molinas       | 75' |
| 5     | MED   | Juan Romero         |     |
| 16    | MED   | Jorge González      |     |
| 20    | MED   | José Montiel        | 56' |
| 9     | DEL   | Carlos Acuña        |     |
| 18    | DEL   | Cristian Bogado     |     |
| D. T. | D. T. | Ernesto Mastrángelo |     |

| 12    | POR   | Richard Leyton   |     |
| 5     | DEF   | Nicolás Larrondo |     |
| 7     | DEF   | Hans Martínez    | 68' |
| 2     | DEF   | Cristián Suárez  |     |
| 3     | DEF   | Mauricio Isla    |     |
| 19    | MED   | Felipe Flores    | 46' |
| 6     | MED   | Gary Medel       | 46' |
| 15    | MED   | Carlos Carmona   |     |
| 14    | MED   | Arturo Vidal     |     |
| 9     | DEL   | Nicolás Medina   |     |
| 17    | DEL   | Alexis Sánchez   |     |
| D. T. | D. T. | José Sulantay    |     |

| 8  | MED | Luis Cáceres         | 56' |
| 10 | MED | Marcelo Estigarribia | 75' |

| 10 | MED | Juan Pablo Arenas    | 46' |
| 8  | MED | Dagoberto Currimilla | 46' |
| 18 | DEL | Mathías Vidangossy   | 68' |

| 15' | Cristian Bogado | 1:0 |

| 32' · 34' | Osmar Molinas Jorge González |

| 57' · 85' · 87' | Arturo Vidal Dagoberto Currimilla Mauricio Isla |

| Principal  | Roberto Silvera   |
| Asistentes | Mauricio Espinoza |
|            | Ricardo Casas     |

| 12    | POR   | Blas Hermosilla     |     |
| 2     | DEF   | Gustavo Noguera     |     |
| 6     | DEF   | Nery Bareiro        |     |
| 4     | DEF   | Pablo Aguilar       |     |
| 3     | DEF   | Richard Salinas     |     |
| 15    | MED   | Osmar Molinas       | 75' |
| 5     | MED   | Juan Romero         |     |
| 16    | MED   | Jorge González      |     |
| 20    | MED   | José Montiel        | 56' |
| 9     | DEL   | Carlos Acuña        |     |
| 18    | DEL   | Cristian Bogado     |     |
| D. T. | D. T. | Ernesto Mastrángelo |     |

| 12    | POR   | Richard Leyton   |     |
| 5     | DEF   | Nicolás Larrondo |     |
| 7     | DEF   | Hans Martínez    | 68' |
| 2     | DEF   | Cristián Suárez  |     |
| 3     | DEF   | Mauricio Isla    |     |
| 19    | MED   | Felipe Flores    | 46' |
| 6     | MED   | Gary Medel       | 46' |
| 15    | MED   | Carlos Carmona   |     |
| 14    | MED   | Arturo Vidal     |     |
| 9     | DEL   | Nicolás Medina   |     |
| 17    | DEL   | Alexis Sánchez   |     |
| D. T. | D. T. | José Sulantay    |     |

| 8  | MED | Luis Cáceres         | 56' |
| 10 | MED | Marcelo Estigarribia | 75' |

| 10 | MED | Juan Pablo Arenas    | 46' |
| 8  | MED | Dagoberto Currimilla | 46' |
| 18 | DEL | Mathías Vidangossy   | 68' |

| 15' | Cristian Bogado | 1:0 |

| 32' · 34' | Osmar Molinas Jorge González |

| 57' · 85' · 87' | Arturo Vidal Dagoberto Currimilla Mauricio Isla |

| Principal  | Roberto Silvera   |
| Asistentes | Mauricio Espinoza |
|            | Ricardo Casas     |

#### Fecha 3
| 1     | POR   | Carlos Lampe         |     |
| 2     | DEF   | Juan Gabriel Aguilar |     |
| 20    | DEF   | Raúl González        |     |
| 4     | DEF   | Carlos Tordoya       |     |
| 7     | DEF   | Ricardo Verduguez    |     |
| 15    | MED   | Ariel Juárez         | 80' |
| 17    | MED   | Didí Torrico         |     |
| 19    | MED   | Jammar Roca          | 35' |
| 10    | MED   | Jhasmani Campos      |     |
| 18    | DEL   | Ricardo Pedriel      | 32' |
| 9     | DEL   | Gustavo Pinedo       |     |
| D. T. | D. T. | Óscar Villegas       |     |

| 1     | POR   | Cristopher Toselli   |     |
| 7     | DEF   | Hans Martínez        |     |
| 5     | DEF   | Nicolás Larrondo     |     |
| 2     | DEF   | Cristián Suárez      |     |
| 3     | MED   | Mauricio Isla        | 70' |
| 6     | MED   | Gary Medel           |     |
| 8     | MED   | Dagoberto Currimilla | 56' |
| 15    | MED   | Carlos Carmona       |     |
| 18    | MED   | Mathías Vidangossy   |     |
| 11    | DEL   | Jaime Grondona       | 61' |
| 9     | DEL   | Nicolás Medina       |     |
| D. T. | D. T. | José Sulantay        |     |

| 14 | DEF | Eduardo Fierro  | 32' |
| 13 | DEF | Marvin Bejarano | 35' |
| 8  | MED | Erland Urgel    | 80' |

| 10 | MED | Juan Pablo Arenas   | 56' |
| 17 | DEL | Alexis Sánchez      | 61' |
| 13 | DEF | Christian Sepúlveda | 70' |

| 14' · 30' · 39' · 65' | Nicolás Larrondo Mathías Vidangossy Juan Pablo Arenas | 0:1 0:2 0:3 0:4 |

| Principal  | Manuel Andarcia   |
| Asistentes | Luis Sánchez      |
|            | Mauricio Espinoza |
| Cuarto     | Roberto Silvera   |

| 1     | POR   | Carlos Lampe         |     |
| 2     | DEF   | Juan Gabriel Aguilar |     |
| 20    | DEF   | Raúl González        |     |
| 4     | DEF   | Carlos Tordoya       |     |
| 7     | DEF   | Ricardo Verduguez    |     |
| 15    | MED   | Ariel Juárez         | 80' |
| 17    | MED   | Didí Torrico         |     |
| 19    | MED   | Jammar Roca          | 35' |
| 10    | MED   | Jhasmani Campos      |     |
| 18    | DEL   | Ricardo Pedriel      | 32' |
| 9     | DEL   | Gustavo Pinedo       |     |
| D. T. | D. T. | Óscar Villegas       |     |

| 1     | POR   | Cristopher Toselli   |     |
| 7     | DEF   | Hans Martínez        |     |
| 5     | DEF   | Nicolás Larrondo     |     |
| 2     | DEF   | Cristián Suárez      |     |
| 3     | MED   | Mauricio Isla        | 70' |
| 6     | MED   | Gary Medel           |     |
| 8     | MED   | Dagoberto Currimilla | 56' |
| 15    | MED   | Carlos Carmona       |     |
| 18    | MED   | Mathías Vidangossy   |     |
| 11    | DEL   | Jaime Grondona       | 61' |
| 9     | DEL   | Nicolás Medina       |     |
| D. T. | D. T. | José Sulantay        |     |

| 14 | DEF | Eduardo Fierro  | 32' |
| 13 | DEF | Marvin Bejarano | 35' |
| 8  | MED | Erland Urgel    | 80' |

| 10 | MED | Juan Pablo Arenas   | 56' |
| 17 | DEL | Alexis Sánchez      | 61' |
| 13 | DEF | Christian Sepúlveda | 70' |

| 14' · 30' · 39' · 65' | Nicolás Larrondo Mathías Vidangossy Juan Pablo Arenas | 0:1 0:2 0:3 0:4 |

| Principal  | Manuel Andarcia   |
| Asistentes | Luis Sánchez      |
|            | Mauricio Espinoza |
| Cuarto     | Roberto Silvera   |

| 1     | POR   | Carlos Lampe         |     |
| 2     | DEF   | Juan Gabriel Aguilar |     |
| 20    | DEF   | Raúl González        |     |
| 4     | DEF   | Carlos Tordoya       |     |
| 7     | DEF   | Ricardo Verduguez    |     |
| 15    | MED   | Ariel Juárez         | 80' |
| 17    | MED   | Didí Torrico         |     |
| 19    | MED   | Jammar Roca          | 35' |
| 10    | MED   | Jhasmani Campos      |     |
| 18    | DEL   | Ricardo Pedriel      | 32' |
| 9     | DEL   | Gustavo Pinedo       |     |
| D. T. | D. T. | Óscar Villegas       |     |

| 1     | POR   | Cristopher Toselli   |     |
| 7     | DEF   | Hans Martínez        |     |
| 5     | DEF   | Nicolás Larrondo     |     |
| 2     | DEF   | Cristián Suárez      |     |
| 3     | MED   | Mauricio Isla        | 70' |
| 6     | MED   | Gary Medel           |     |
| 8     | MED   | Dagoberto Currimilla | 56' |
| 15    | MED   | Carlos Carmona       |     |
| 18    | MED   | Mathías Vidangossy   |     |
| 11    | DEL   | Jaime Grondona       | 61' |
| 9     | DEL   | Nicolás Medina       |     |
| D. T. | D. T. | José Sulantay        |     |

| 14 | DEF | Eduardo Fierro  | 32' |
| 13 | DEF | Marvin Bejarano | 35' |
| 8  | MED | Erland Urgel    | 80' |

| 10 | MED | Juan Pablo Arenas   | 56' |
| 17 | DEL | Alexis Sánchez      | 61' |
| 13 | DEF | Christian Sepúlveda | 70' |

| 14' · 30' · 39' · 65' | Nicolás Larrondo Mathías Vidangossy Juan Pablo Arenas | 0:1 0:2 0:3 0:4 |

| Principal  | Manuel Andarcia   |
| Asistentes | Luis Sánchez      |
|            | Mauricio Espinoza |
| Cuarto     | Roberto Silvera   |

| 1     | POR   | Carlos Lampe         |     |
| 2     | DEF   | Juan Gabriel Aguilar |     |
| 20    | DEF   | Raúl González        |     |
| 4     | DEF   | Carlos Tordoya       |     |
| 7     | DEF   | Ricardo Verduguez    |     |
| 15    | MED   | Ariel Juárez         | 80' |
| 17    | MED   | Didí Torrico         |     |
| 19    | MED   | Jammar Roca          | 35' |
| 10    | MED   | Jhasmani Campos      |     |
| 18    | DEL   | Ricardo Pedriel      | 32' |
| 9     | DEL   | Gustavo Pinedo       |     |
| D. T. | D. T. | Óscar Villegas       |     |

| 1     | POR   | Cristopher Toselli   |     |
| 7     | DEF   | Hans Martínez        |     |
| 5     | DEF   | Nicolás Larrondo     |     |
| 2     | DEF   | Cristián Suárez      |     |
| 3     | MED   | Mauricio Isla        | 70' |
| 6     | MED   | Gary Medel           |     |
| 8     | MED   | Dagoberto Currimilla | 56' |
| 15    | MED   | Carlos Carmona       |     |
| 18    | MED   | Mathías Vidangossy   |     |
| 11    | DEL   | Jaime Grondona       | 61' |
| 9     | DEL   | Nicolás Medina       |     |
| D. T. | D. T. | José Sulantay        |     |

| 14 | DEF | Eduardo Fierro  | 32' |
| 13 | DEF | Marvin Bejarano | 35' |
| 8  | MED | Erland Urgel    | 80' |

| 10 | MED | Juan Pablo Arenas   | 56' |
| 17 | DEL | Alexis Sánchez      | 61' |
| 13 | DEF | Christian Sepúlveda | 70' |

| 14' · 30' · 39' · 65' | Nicolás Larrondo Mathías Vidangossy Juan Pablo Arenas | 0:1 0:2 0:3 0:4 |

| Principal  | Manuel Andarcia   |
| Asistentes | Luis Sánchez      |
|            | Mauricio Espinoza |
| Cuarto     | Roberto Silvera   |

#### Fecha 4
| 1     | POR   | Daniel Reyes      |     |
| 8     | DEF   | Nelinho Quina     |     |
| 13    | DEF   | Carlos Zambrano   |     |
| 5     | DEF   | Kerwin Peixoto    |     |
| 7     | MED   | José Mesarina     |     |
| 6     | MED   | Gianfranco Espejo | 65' |
| 19    | MED   | Josepmir Ballón   |     |
| 15    | MED   | Jair Cárdenas     |     |
| 17    | MED   | Damián Ísmodes    |     |
| 10    | DEL   | Carlos Elías      | 50' |
| 9     | DEL   | Orlando Allende   |     |
| D. T. | D. T. | José Luis Pavoni  |     |

| 1     | POR   | Cristopher Toselli |     |
| 7     | DEF   | Hans Martínez      |     |
| 5     | DEF   | Nicolás Larrondo   |     |
| 2     | DEF   | Cristián Suárez    |     |
| 6     | DEF   | Gary Medel         |     |
| 14    | MED   | Arturo Vidal       |     |
| 15    | MED   | Carlos Carmona     |     |
| 10    | MED   | Juan Pablo Arenas  |     |
| 18    | MED   | Mathías Vidangossy | 78' |
| 17    | DEL   | Alexis Sánchez     | 67' |
| 9     | DEL   | Nicolás Medina     | 73' |
| D. T. | D. T. | José Sulantay      |     |

| 11 | DEL | Juan Quiñónez | 50' |
| 16 | DEL | Carlos Flores | 65' |

| 13 | DEF | Christian Sepúlveda | 67' |
| 11 | DEL | Jaime Grondona      | 73' |
| 20 | MED | Eric Godoy          | 78' |

| 33' · 87' (a.g.) | Carlos Elías Nicolás Larrondo | 1:1 2:4 |

| 8' · 64' · 67' (pen.) · 79' | Nicolás Medina Arturo Vidal Nicolás Medina Arturo Vidal | 0:1 1:2 1:3 1:4 |

| 23' · 65' · | Kerwin Peixoto Nelinho Quina Carlos Zambrano |

| 29' · 55' | Gary Medel Mathías Vidangossy |

| 33' | Gary Medel |

| Principal  | Albert Duarte     |
| Asistentes | Jovani Zapata     |
|            | Mauricio Espinoza |

| 1     | POR   | Daniel Reyes      |     |
| 8     | DEF   | Nelinho Quina     |     |
| 13    | DEF   | Carlos Zambrano   |     |
| 5     | DEF   | Kerwin Peixoto    |     |
| 7     | MED   | José Mesarina     |     |
| 6     | MED   | Gianfranco Espejo | 65' |
| 19    | MED   | Josepmir Ballón   |     |
| 15    | MED   | Jair Cárdenas     |     |
| 17    | MED   | Damián Ísmodes    |     |
| 10    | DEL   | Carlos Elías      | 50' |
| 9     | DEL   | Orlando Allende   |     |
| D. T. | D. T. | José Luis Pavoni  |     |

| 1     | POR   | Cristopher Toselli |     |
| 7     | DEF   | Hans Martínez      |     |
| 5     | DEF   | Nicolás Larrondo   |     |
| 2     | DEF   | Cristián Suárez    |     |
| 6     | DEF   | Gary Medel         |     |
| 14    | MED   | Arturo Vidal       |     |
| 15    | MED   | Carlos Carmona     |     |
| 10    | MED   | Juan Pablo Arenas  |     |
| 18    | MED   | Mathías Vidangossy | 78' |
| 17    | DEL   | Alexis Sánchez     | 67' |
| 9     | DEL   | Nicolás Medina     | 73' |
| D. T. | D. T. | José Sulantay      |     |

| 11 | DEL | Juan Quiñónez | 50' |
| 16 | DEL | Carlos Flores | 65' |

| 13 | DEF | Christian Sepúlveda | 67' |
| 11 | DEL | Jaime Grondona      | 73' |
| 20 | MED | Eric Godoy          | 78' |

| 33' · 87' (a.g.) | Carlos Elías Nicolás Larrondo | 1:1 2:4 |

| 8' · 64' · 67' (pen.) · 79' | Nicolás Medina Arturo Vidal Nicolás Medina Arturo Vidal | 0:1 1:2 1:3 1:4 |

| 23' · 65' · | Kerwin Peixoto Nelinho Quina Carlos Zambrano |

| 29' · 55' | Gary Medel Mathías Vidangossy |

| 33' | Gary Medel |

| Principal  | Albert Duarte     |
| Asistentes | Jovani Zapata     |
|            | Mauricio Espinoza |

| 1     | POR   | Daniel Reyes      |     |
| 8     | DEF   | Nelinho Quina     |     |
| 13    | DEF   | Carlos Zambrano   |     |
| 5     | DEF   | Kerwin Peixoto    |     |
| 7     | MED   | José Mesarina     |     |
| 6     | MED   | Gianfranco Espejo | 65' |
| 19    | MED   | Josepmir Ballón   |     |
| 15    | MED   | Jair Cárdenas     |     |
| 17    | MED   | Damián Ísmodes    |     |
| 10    | DEL   | Carlos Elías      | 50' |
| 9     | DEL   | Orlando Allende   |     |
| D. T. | D. T. | José Luis Pavoni  |     |

| 1     | POR   | Cristopher Toselli |     |
| 7     | DEF   | Hans Martínez      |     |
| 5     | DEF   | Nicolás Larrondo   |     |
| 2     | DEF   | Cristián Suárez    |     |
| 6     | DEF   | Gary Medel         |     |
| 14    | MED   | Arturo Vidal       |     |
| 15    | MED   | Carlos Carmona     |     |
| 10    | MED   | Juan Pablo Arenas  |     |
| 18    | MED   | Mathías Vidangossy | 78' |
| 17    | DEL   | Alexis Sánchez     | 67' |
| 9     | DEL   | Nicolás Medina     | 73' |
| D. T. | D. T. | José Sulantay      |     |

| 11 | DEL | Juan Quiñónez | 50' |
| 16 | DEL | Carlos Flores | 65' |

| 13 | DEF | Christian Sepúlveda | 67' |
| 11 | DEL | Jaime Grondona      | 73' |
| 20 | MED | Eric Godoy          | 78' |

| 33' · 87' (a.g.) | Carlos Elías Nicolás Larrondo | 1:1 2:4 |

| 8' · 64' · 67' (pen.) · 79' | Nicolás Medina Arturo Vidal Nicolás Medina Arturo Vidal | 0:1 1:2 1:3 1:4 |

| 23' · 65' · | Kerwin Peixoto Nelinho Quina Carlos Zambrano |

| 29' · 55' | Gary Medel Mathías Vidangossy |

| 33' | Gary Medel |

| Principal  | Albert Duarte     |
| Asistentes | Jovani Zapata     |
|            | Mauricio Espinoza |

| 1     | POR   | Daniel Reyes      |     |
| 8     | DEF   | Nelinho Quina     |     |
| 13    | DEF   | Carlos Zambrano   |     |
| 5     | DEF   | Kerwin Peixoto    |     |
| 7     | MED   | José Mesarina     |     |
| 6     | MED   | Gianfranco Espejo | 65' |
| 19    | MED   | Josepmir Ballón   |     |
| 15    | MED   | Jair Cárdenas     |     |
| 17    | MED   | Damián Ísmodes    |     |
| 10    | DEL   | Carlos Elías      | 50' |
| 9     | DEL   | Orlando Allende   |     |
| D. T. | D. T. | José Luis Pavoni  |     |

| 1     | POR   | Cristopher Toselli |     |
| 7     | DEF   | Hans Martínez      |     |
| 5     | DEF   | Nicolás Larrondo   |     |
| 2     | DEF   | Cristián Suárez    |     |
| 6     | DEF   | Gary Medel         |     |
| 14    | MED   | Arturo Vidal       |     |
| 15    | MED   | Carlos Carmona     |     |
| 10    | MED   | Juan Pablo Arenas  |     |
| 18    | MED   | Mathías Vidangossy | 78' |
| 17    | DEL   | Alexis Sánchez     | 67' |
| 9     | DEL   | Nicolás Medina     | 73' |
| D. T. | D. T. | José Sulantay      |     |

| 11 | DEL | Juan Quiñónez | 50' |
| 16 | DEL | Carlos Flores | 65' |

| 13 | DEF | Christian Sepúlveda | 67' |
| 11 | DEL | Jaime Grondona      | 73' |
| 20 | MED | Eric Godoy          | 78' |

| 33' · 87' (a.g.) | Carlos Elías Nicolás Larrondo | 1:1 2:4 |

| 8' · 64' · 67' (pen.) · 79' | Nicolás Medina Arturo Vidal Nicolás Medina Arturo Vidal | 0:1 1:2 1:3 1:4 |

| 23' · 65' · | Kerwin Peixoto Nelinho Quina Carlos Zambrano |

| 29' · 55' | Gary Medel Mathías Vidangossy |

| 33' | Gary Medel |

| Principal  | Albert Duarte     |
| Asistentes | Jovani Zapata     |
|            | Mauricio Espinoza |

### Fase final
| Pos. | Equipo    | Pts. | PJ | PG | PE | PP | GF | GC | Dif. |
| ---- | --------- | ---- | -- | -- | -- | -- | -- | -- | ---- |
| 1.º  | Brasil    | 11   | 5  | 3  | 2  | 0  | 10 | 5  | 5    |
| 2.º  | Argentina | 9    | 5  | 2  | 3  | 0  | 4  | 2  | 2    |
| 3.º  | Uruguay   | 7    | 5  | 2  | 1  | 2  | 7  | 6  | 1    |
| 4.º  | Chile     | 6    | 5  | 1  | 3  | 1  | 10 | 6  | 4    |
| 5.º  | Paraguay  | 6    | 5  | 2  | 0  | 3  | 7  | 9  | −2   |
| 6.º  | Colombia  | 1    | 5  | 0  | 1  | 4  | 2  | 12 | −10  |

|  | Clasificados para el Mundial Sub-20 2007 y los Juegos Olímpicos de 2008 |
|  | Clasificados para el Mundial Sub-20 2007                                |

#### Fecha 1
| 12    | POR   | Libis Arenas     |     |
| 5     | DEF   | Jimmy Bermúdez   |     |
| 2     | DEF   | Andrés Gallego   |     |
| 19    | DEF   | Andrés Ortiz     |     |
| 8     | MED   | Jarol Martínez   |     |
| 6     | MED   | Alejandro Bernal | 57' |
| 18    | MED   | Gustavo Rojas    |     |
| 16    | MED   | Eisner Loboa     |     |
| 10    | MED   | Juan Pablo Pino  |     |
| 9     | DEL   | Sherman Cárdenas | 46' |
| 7     | DEL   | Darwin Quintero  |     |
| D. T. | D. T. | Eduardo Lara     |     |

| 1     | POR   | Cristopher Toselli   |     |
| 2     | DEF   | Cristián Suárez      |     |
| 7     | DEF   | Hans Martínez        |     |
| 5     | DEF   | Nicolás Larrondo     |     |
| 14    | MED   | Arturo Vidal         |     |
| 3     | MED   | Mauricio Isla        | 48' |
| 15    | MED   | Carlos Carmona       |     |
| 8     | MED   | Dagoberto Currimilla |     |
| 18    | DEL   | Mathías Vidangossy   |     |
| 17    | DEL   | Alexis Sánchez       | 80' |
| 9     | DEL   | Nicolás Medina       | 73' |
| D. T. | D. T. | José Sulantay        |     |

| 20 | DEL | John Jairo Mosquera | 46' |
| 4  | MED | Gilberto García     | 57' |

| 13 | DEF | Christian Sepúlveda | 48' |
| 11 | DEL | Jaime Grondona      | 73' |
| 10 | MED | Juan Pablo Arenas   | 80' |

| 37' · 53' · 61' · 72' · 85' | Arturo Vidal Nicolás Medina Nicolás Larrondo Juan Pablo Arenas | 0:1 0:2 0:3 0:4 0:5 |

| 24' · 44' | Gustavo Rojas Jimmy Bermúdez |

| 28' · 50' · 65' | Carlos Carmona Alexis Sánchez Christian Sepúlveda |

| Principal  | Ricardo Grance |
| Asistentes | Emigdio Ruiz   |
|            | Luis Sánchez   |

| 12    | POR   | Libis Arenas     |     |
| 5     | DEF   | Jimmy Bermúdez   |     |
| 2     | DEF   | Andrés Gallego   |     |
| 19    | DEF   | Andrés Ortiz     |     |
| 8     | MED   | Jarol Martínez   |     |
| 6     | MED   | Alejandro Bernal | 57' |
| 18    | MED   | Gustavo Rojas    |     |
| 16    | MED   | Eisner Loboa     |     |
| 10    | MED   | Juan Pablo Pino  |     |
| 9     | DEL   | Sherman Cárdenas | 46' |
| 7     | DEL   | Darwin Quintero  |     |
| D. T. | D. T. | Eduardo Lara     |     |

| 1     | POR   | Cristopher Toselli   |     |
| 2     | DEF   | Cristián Suárez      |     |
| 7     | DEF   | Hans Martínez        |     |
| 5     | DEF   | Nicolás Larrondo     |     |
| 14    | MED   | Arturo Vidal         |     |
| 3     | MED   | Mauricio Isla        | 48' |
| 15    | MED   | Carlos Carmona       |     |
| 8     | MED   | Dagoberto Currimilla |     |
| 18    | DEL   | Mathías Vidangossy   |     |
| 17    | DEL   | Alexis Sánchez       | 80' |
| 9     | DEL   | Nicolás Medina       | 73' |
| D. T. | D. T. | José Sulantay        |     |

| 20 | DEL | John Jairo Mosquera | 46' |
| 4  | MED | Gilberto García     | 57' |

| 13 | DEF | Christian Sepúlveda | 48' |
| 11 | DEL | Jaime Grondona      | 73' |
| 10 | MED | Juan Pablo Arenas   | 80' |

| 37' · 53' · 61' · 72' · 85' | Arturo Vidal Nicolás Medina Nicolás Larrondo Juan Pablo Arenas | 0:1 0:2 0:3 0:4 0:5 |

| 24' · 44' | Gustavo Rojas Jimmy Bermúdez |

| 28' · 50' · 65' | Carlos Carmona Alexis Sánchez Christian Sepúlveda |

| Principal  | Ricardo Grance |
| Asistentes | Emigdio Ruiz   |
|            | Luis Sánchez   |

| 12    | POR   | Libis Arenas     |     |
| 5     | DEF   | Jimmy Bermúdez   |     |
| 2     | DEF   | Andrés Gallego   |     |
| 19    | DEF   | Andrés Ortiz     |     |
| 8     | MED   | Jarol Martínez   |     |
| 6     | MED   | Alejandro Bernal | 57' |
| 18    | MED   | Gustavo Rojas    |     |
| 16    | MED   | Eisner Loboa     |     |
| 10    | MED   | Juan Pablo Pino  |     |
| 9     | DEL   | Sherman Cárdenas | 46' |
| 7     | DEL   | Darwin Quintero  |     |
| D. T. | D. T. | Eduardo Lara     |     |

| 1     | POR   | Cristopher Toselli   |     |
| 2     | DEF   | Cristián Suárez      |     |
| 7     | DEF   | Hans Martínez        |     |
| 5     | DEF   | Nicolás Larrondo     |     |
| 14    | MED   | Arturo Vidal         |     |
| 3     | MED   | Mauricio Isla        | 48' |
| 15    | MED   | Carlos Carmona       |     |
| 8     | MED   | Dagoberto Currimilla |     |
| 18    | DEL   | Mathías Vidangossy   |     |
| 17    | DEL   | Alexis Sánchez       | 80' |
| 9     | DEL   | Nicolás Medina       | 73' |
| D. T. | D. T. | José Sulantay        |     |

| 20 | DEL | John Jairo Mosquera | 46' |
| 4  | MED | Gilberto García     | 57' |

| 13 | DEF | Christian Sepúlveda | 48' |
| 11 | DEL | Jaime Grondona      | 73' |
| 10 | MED | Juan Pablo Arenas   | 80' |

| 37' · 53' · 61' · 72' · 85' | Arturo Vidal Nicolás Medina Nicolás Larrondo Juan Pablo Arenas | 0:1 0:2 0:3 0:4 0:5 |

| 24' · 44' | Gustavo Rojas Jimmy Bermúdez |

| 28' · 50' · 65' | Carlos Carmona Alexis Sánchez Christian Sepúlveda |

| Principal  | Ricardo Grance |
| Asistentes | Emigdio Ruiz   |
|            | Luis Sánchez   |

| 12    | POR   | Libis Arenas     |     |
| 5     | DEF   | Jimmy Bermúdez   |     |
| 2     | DEF   | Andrés Gallego   |     |
| 19    | DEF   | Andrés Ortiz     |     |
| 8     | MED   | Jarol Martínez   |     |
| 6     | MED   | Alejandro Bernal | 57' |
| 18    | MED   | Gustavo Rojas    |     |
| 16    | MED   | Eisner Loboa     |     |
| 10    | MED   | Juan Pablo Pino  |     |
| 9     | DEL   | Sherman Cárdenas | 46' |
| 7     | DEL   | Darwin Quintero  |     |
| D. T. | D. T. | Eduardo Lara     |     |

| 1     | POR   | Cristopher Toselli   |     |
| 2     | DEF   | Cristián Suárez      |     |
| 7     | DEF   | Hans Martínez        |     |
| 5     | DEF   | Nicolás Larrondo     |     |
| 14    | MED   | Arturo Vidal         |     |
| 3     | MED   | Mauricio Isla        | 48' |
| 15    | MED   | Carlos Carmona       |     |
| 8     | MED   | Dagoberto Currimilla |     |
| 18    | DEL   | Mathías Vidangossy   |     |
| 17    | DEL   | Alexis Sánchez       | 80' |
| 9     | DEL   | Nicolás Medina       | 73' |
| D. T. | D. T. | José Sulantay        |     |

| 20 | DEL | John Jairo Mosquera | 46' |
| 4  | MED | Gilberto García     | 57' |

| 13 | DEF | Christian Sepúlveda | 48' |
| 11 | DEL | Jaime Grondona      | 73' |
| 10 | MED | Juan Pablo Arenas   | 80' |

| 37' · 53' · 61' · 72' · 85' | Arturo Vidal Nicolás Medina Nicolás Larrondo Juan Pablo Arenas | 0:1 0:2 0:3 0:4 0:5 |

| 24' · 44' | Gustavo Rojas Jimmy Bermúdez |

| 28' · 50' · 65' | Carlos Carmona Alexis Sánchez Christian Sepúlveda |

| Principal  | Ricardo Grance |
| Asistentes | Emigdio Ruiz   |
|            | Luis Sánchez   |

#### Fecha 2
| 12    | POR   | Cássio           |     |
| 2     | DEF   | Amaral           |     |
| 15    | DEF   | Eliézio          |     |
| 4     | DEF   | Thiago Heleno    |     |
| 6     | DEF   | Carlinhos        |     |
| 5     | MED   | Roberto          | 60' |
| 7     | MED   | Leandro Lima     | 56' |
| 8     | MED   | Lucas Leiva      |     |
| 10    | MED   | Willian          | 80' |
| 11    | DEL   | Alexandre Pato   |     |
| 16    | DEL   | Luiz Adriano     |     |
| D. T. | D. T. | Nelson Rodrigues |     |

| 1     | POR   | Cristopher Toselli   |     |
| 7     | DEF   | Hans Martínez        |     |
| 5     | DEF   | Nicolás Larrondo     |     |
| 2     | DEF   | Cristián Suárez      |     |
| 8     | MED   | Dagoberto Currimilla | 87' |
| 6     | MED   | Gary Medel           |     |
| 14    | MED   | Arturo Vidal         |     |
| 15    | MED   | Carlos Carmona       |     |
| 17    | DEL   | Alexis Sánchez       | 62' |
| 18    | DEL   | Mathías Vidangossy   | 69' |
| 9     | DEL   | Nicolás Medina       |     |
| D. T. | D. T. | José Sulantay        |     |

| 18 | MED | Tchô             | 56' |
| 17 | MED | Fernando         | 60' |
| 9  | DEL | Fabiano Oliveira | 80' |

| 13 | DEF | Christian Sepúlveda | 62' |
| 11 | DEL | Jaime Grondona      | 69' |
| 19 | DEL | Felipe Flores       | 87' |

| 69' · 85' | Alexandre Pato Tchô | 1:0 2:1 |

| 84' (pen.) · 90+4' (pen.) | Arturo Vidal | 1:1 2:2 |

| 23' · 49' · 80' | Roberto Lucas Leiva Willian |

| 3' · 32' · 33' · 73' · 77' | Nicolás Larrondo Gary Medel Arturo Vidal Mathías Vidangossy Jaime Grondona |

| 74' | Luiz Adriano |

| 57' · 74' | Nicolás Larrondo Hans Martínez |

| Principal | Albert Duarte |

| 12    | POR   | Cássio           |     |
| 2     | DEF   | Amaral           |     |
| 15    | DEF   | Eliézio          |     |
| 4     | DEF   | Thiago Heleno    |     |
| 6     | DEF   | Carlinhos        |     |
| 5     | MED   | Roberto          | 60' |
| 7     | MED   | Leandro Lima     | 56' |
| 8     | MED   | Lucas Leiva      |     |
| 10    | MED   | Willian          | 80' |
| 11    | DEL   | Alexandre Pato   |     |
| 16    | DEL   | Luiz Adriano     |     |
| D. T. | D. T. | Nelson Rodrigues |     |

| 1     | POR   | Cristopher Toselli   |     |
| 7     | DEF   | Hans Martínez        |     |
| 5     | DEF   | Nicolás Larrondo     |     |
| 2     | DEF   | Cristián Suárez      |     |
| 8     | MED   | Dagoberto Currimilla | 87' |
| 6     | MED   | Gary Medel           |     |
| 14    | MED   | Arturo Vidal         |     |
| 15    | MED   | Carlos Carmona       |     |
| 17    | DEL   | Alexis Sánchez       | 62' |
| 18    | DEL   | Mathías Vidangossy   | 69' |
| 9     | DEL   | Nicolás Medina       |     |
| D. T. | D. T. | José Sulantay        |     |

| 18 | MED | Tchô             | 56' |
| 17 | MED | Fernando         | 60' |
| 9  | DEL | Fabiano Oliveira | 80' |

| 13 | DEF | Christian Sepúlveda | 62' |
| 11 | DEL | Jaime Grondona      | 69' |
| 19 | DEL | Felipe Flores       | 87' |

| 69' · 85' | Alexandre Pato Tchô | 1:0 2:1 |

| 84' (pen.) · 90+4' (pen.) | Arturo Vidal | 1:1 2:2 |

| 23' · 49' · 80' | Roberto Lucas Leiva Willian |

| 3' · 32' · 33' · 73' · 77' | Nicolás Larrondo Gary Medel Arturo Vidal Mathías Vidangossy Jaime Grondona |

| 74' | Luiz Adriano |

| 57' · 74' | Nicolás Larrondo Hans Martínez |

| Principal | Albert Duarte |

| 12    | POR   | Cássio           |     |
| 2     | DEF   | Amaral           |     |
| 15    | DEF   | Eliézio          |     |
| 4     | DEF   | Thiago Heleno    |     |
| 6     | DEF   | Carlinhos        |     |
| 5     | MED   | Roberto          | 60' |
| 7     | MED   | Leandro Lima     | 56' |
| 8     | MED   | Lucas Leiva      |     |
| 10    | MED   | Willian          | 80' |
| 11    | DEL   | Alexandre Pato   |     |
| 16    | DEL   | Luiz Adriano     |     |
| D. T. | D. T. | Nelson Rodrigues |     |

| 1     | POR   | Cristopher Toselli   |     |
| 7     | DEF   | Hans Martínez        |     |
| 5     | DEF   | Nicolás Larrondo     |     |
| 2     | DEF   | Cristián Suárez      |     |
| 8     | MED   | Dagoberto Currimilla | 87' |
| 6     | MED   | Gary Medel           |     |
| 14    | MED   | Arturo Vidal         |     |
| 15    | MED   | Carlos Carmona       |     |
| 17    | DEL   | Alexis Sánchez       | 62' |
| 18    | DEL   | Mathías Vidangossy   | 69' |
| 9     | DEL   | Nicolás Medina       |     |
| D. T. | D. T. | José Sulantay        |     |

| 18 | MED | Tchô             | 56' |
| 17 | MED | Fernando         | 60' |
| 9  | DEL | Fabiano Oliveira | 80' |

| 13 | DEF | Christian Sepúlveda | 62' |
| 11 | DEL | Jaime Grondona      | 69' |
| 19 | DEL | Felipe Flores       | 87' |

| 69' · 85' | Alexandre Pato Tchô | 1:0 2:1 |

| 84' (pen.) · 90+4' (pen.) | Arturo Vidal | 1:1 2:2 |

| 23' · 49' · 80' | Roberto Lucas Leiva Willian |

| 3' · 32' · 33' · 73' · 77' | Nicolás Larrondo Gary Medel Arturo Vidal Mathías Vidangossy Jaime Grondona |

| 74' | Luiz Adriano |

| 57' · 74' | Nicolás Larrondo Hans Martínez |

| Principal | Albert Duarte |

| 12    | POR   | Cássio           |     |
| 2     | DEF   | Amaral           |     |
| 15    | DEF   | Eliézio          |     |
| 4     | DEF   | Thiago Heleno    |     |
| 6     | DEF   | Carlinhos        |     |
| 5     | MED   | Roberto          | 60' |
| 7     | MED   | Leandro Lima     | 56' |
| 8     | MED   | Lucas Leiva      |     |
| 10    | MED   | Willian          | 80' |
| 11    | DEL   | Alexandre Pato   |     |
| 16    | DEL   | Luiz Adriano     |     |
| D. T. | D. T. | Nelson Rodrigues |     |

| 1     | POR   | Cristopher Toselli   |     |
| 7     | DEF   | Hans Martínez        |     |
| 5     | DEF   | Nicolás Larrondo     |     |
| 2     | DEF   | Cristián Suárez      |     |
| 8     | MED   | Dagoberto Currimilla | 87' |
| 6     | MED   | Gary Medel           |     |
| 14    | MED   | Arturo Vidal         |     |
| 15    | MED   | Carlos Carmona       |     |
| 17    | DEL   | Alexis Sánchez       | 62' |
| 18    | DEL   | Mathías Vidangossy   | 69' |
| 9     | DEL   | Nicolás Medina       |     |
| D. T. | D. T. | José Sulantay        |     |

| 18 | MED | Tchô             | 56' |
| 17 | MED | Fernando         | 60' |
| 9  | DEL | Fabiano Oliveira | 80' |

| 13 | DEF | Christian Sepúlveda | 62' |
| 11 | DEL | Jaime Grondona      | 69' |
| 19 | DEL | Felipe Flores       | 87' |

| 69' · 85' | Alexandre Pato Tchô | 1:0 2:1 |

| 84' (pen.) · 90+4' (pen.) | Arturo Vidal | 1:1 2:2 |

| 23' · 49' · 80' | Roberto Lucas Leiva Willian |

| 3' · 32' · 33' · 73' · 77' | Nicolás Larrondo Gary Medel Arturo Vidal Mathías Vidangossy Jaime Grondona |

| 74' | Luiz Adriano |

| 57' · 74' | Nicolás Larrondo Hans Martínez |

| Principal | Albert Duarte |

#### Fecha 3
| 1     | POR   | Cristopher Toselli   |     |
| 3     | DEF   | Mauricio Isla        |     |
| 2     | DEF   | Cristián Suárez      |     |
| 13    | DEF   | Christian Sepúlveda  |     |
| 6     | MED   | Gary Medel           |     |
| 14    | MED   | Arturo Vidal         |     |
| 8     | MED   | Dagoberto Currimilla |     |
| 15    | MED   | Carlos Carmona       |     |
| 17    | DEL   | Alexis Sánchez       |     |
| 18    | DEL   | Mathías Vidangossy   |     |
| 9     | DEL   | Nicolás Medina       | 68' |
| D. T. | D. T. | José Sulantay        |     |

| 1     | POR   | Sergio Romero       |     |
| 2     | DEF   | Federico Fazio      |     |
| 6     | DEF   | Matías Cahais       |     |
| 20    | DEF   | Lautaro Acosta      |     |
| 13    | DEF   | Gonzalo García      |     |
| 7     | MED   | Matías Sánchez      |     |
| 5     | MED   | Claudio Yacob       |     |
| 8     | MED   | Éver Banega         | 66' |
| 10    | MED   | Maximiliano Morález |     |
| 18    | DEL   | Ismael Sosa         | 78' |
| 11    | DEL   | Pablo Mouche        | 46' |
| D. T. | D. T. | Hugo Tocalli        |     |

| 11 | DEL | Jaime Grondona | 68' |

| 19 | MED | Ángel Di María  | 46' |
| 17 | MED | Alejandro Gómez | 66' |
| 9  | DEL | Gonzalo Abán    | 78' |

| 37' · 61' | Christian Sepúlveda Dagoberto Currimilla |

| 10' · 65' | Federico Fazio Matías Cahais |

| 90' | Matías Cahais |

| Principal  | Ricardo Grance |
| Asistentes | Emigdio Ruiz   |
|            | Luis Sánchez   |

| 1     | POR   | Cristopher Toselli   |     |
| 3     | DEF   | Mauricio Isla        |     |
| 2     | DEF   | Cristián Suárez      |     |
| 13    | DEF   | Christian Sepúlveda  |     |
| 6     | MED   | Gary Medel           |     |
| 14    | MED   | Arturo Vidal         |     |
| 8     | MED   | Dagoberto Currimilla |     |
| 15    | MED   | Carlos Carmona       |     |
| 17    | DEL   | Alexis Sánchez       |     |
| 18    | DEL   | Mathías Vidangossy   |     |
| 9     | DEL   | Nicolás Medina       | 68' |
| D. T. | D. T. | José Sulantay        |     |

| 1     | POR   | Sergio Romero       |     |
| 2     | DEF   | Federico Fazio      |     |
| 6     | DEF   | Matías Cahais       |     |
| 20    | DEF   | Lautaro Acosta      |     |
| 13    | DEF   | Gonzalo García      |     |
| 7     | MED   | Matías Sánchez      |     |
| 5     | MED   | Claudio Yacob       |     |
| 8     | MED   | Éver Banega         | 66' |
| 10    | MED   | Maximiliano Morález |     |
| 18    | DEL   | Ismael Sosa         | 78' |
| 11    | DEL   | Pablo Mouche        | 46' |
| D. T. | D. T. | Hugo Tocalli        |     |

| 11 | DEL | Jaime Grondona | 68' |

| 19 | MED | Ángel Di María  | 46' |
| 17 | MED | Alejandro Gómez | 66' |
| 9  | DEL | Gonzalo Abán    | 78' |

| 37' · 61' | Christian Sepúlveda Dagoberto Currimilla |

| 10' · 65' | Federico Fazio Matías Cahais |

| 90' | Matías Cahais |

| Principal  | Ricardo Grance |
| Asistentes | Emigdio Ruiz   |
|            | Luis Sánchez   |

| 1     | POR   | Cristopher Toselli   |     |
| 3     | DEF   | Mauricio Isla        |     |
| 2     | DEF   | Cristián Suárez      |     |
| 13    | DEF   | Christian Sepúlveda  |     |
| 6     | MED   | Gary Medel           |     |
| 14    | MED   | Arturo Vidal         |     |
| 8     | MED   | Dagoberto Currimilla |     |
| 15    | MED   | Carlos Carmona       |     |
| 17    | DEL   | Alexis Sánchez       |     |
| 18    | DEL   | Mathías Vidangossy   |     |
| 9     | DEL   | Nicolás Medina       | 68' |
| D. T. | D. T. | José Sulantay        |     |

| 1     | POR   | Sergio Romero       |     |
| 2     | DEF   | Federico Fazio      |     |
| 6     | DEF   | Matías Cahais       |     |
| 20    | DEF   | Lautaro Acosta      |     |
| 13    | DEF   | Gonzalo García      |     |
| 7     | MED   | Matías Sánchez      |     |
| 5     | MED   | Claudio Yacob       |     |
| 8     | MED   | Éver Banega         | 66' |
| 10    | MED   | Maximiliano Morález |     |
| 18    | DEL   | Ismael Sosa         | 78' |
| 11    | DEL   | Pablo Mouche        | 46' |
| D. T. | D. T. | Hugo Tocalli        |     |

| 11 | DEL | Jaime Grondona | 68' |

| 19 | MED | Ángel Di María  | 46' |
| 17 | MED | Alejandro Gómez | 66' |
| 9  | DEL | Gonzalo Abán    | 78' |

| 37' · 61' | Christian Sepúlveda Dagoberto Currimilla |

| 10' · 65' | Federico Fazio Matías Cahais |

| 90' | Matías Cahais |

| Principal  | Ricardo Grance |
| Asistentes | Emigdio Ruiz   |
|            | Luis Sánchez   |

| 1     | POR   | Cristopher Toselli   |     |
| 3     | DEF   | Mauricio Isla        |     |
| 2     | DEF   | Cristián Suárez      |     |
| 13    | DEF   | Christian Sepúlveda  |     |
| 6     | MED   | Gary Medel           |     |
| 14    | MED   | Arturo Vidal         |     |
| 8     | MED   | Dagoberto Currimilla |     |
| 15    | MED   | Carlos Carmona       |     |
| 17    | DEL   | Alexis Sánchez       |     |
| 18    | DEL   | Mathías Vidangossy   |     |
| 9     | DEL   | Nicolás Medina       | 68' |
| D. T. | D. T. | José Sulantay        |     |

| 1     | POR   | Sergio Romero       |     |
| 2     | DEF   | Federico Fazio      |     |
| 6     | DEF   | Matías Cahais       |     |
| 20    | DEF   | Lautaro Acosta      |     |
| 13    | DEF   | Gonzalo García      |     |
| 7     | MED   | Matías Sánchez      |     |
| 5     | MED   | Claudio Yacob       |     |
| 8     | MED   | Éver Banega         | 66' |
| 10    | MED   | Maximiliano Morález |     |
| 18    | DEL   | Ismael Sosa         | 78' |
| 11    | DEL   | Pablo Mouche        | 46' |
| D. T. | D. T. | Hugo Tocalli        |     |

| 11 | DEL | Jaime Grondona | 68' |

| 19 | MED | Ángel Di María  | 46' |
| 17 | MED | Alejandro Gómez | 66' |
| 9  | DEL | Gonzalo Abán    | 78' |

| 37' · 61' | Christian Sepúlveda Dagoberto Currimilla |

| 10' · 65' | Federico Fazio Matías Cahais |

| 90' | Matías Cahais |

| Principal  | Ricardo Grance |
| Asistentes | Emigdio Ruiz   |
|            | Luis Sánchez   |

#### Fecha 4
| 12    | POR   | Yaí Fontes       |     |
| 8     | DEF   | Damián Suárez    |     |
| 2     | DEF   | Gary Kagelmacher |     |
| 3     | DEF   | Martín Cáceres   |     |
| 13    | DEF   | Juan Manuel Díaz |     |
| 14    | MED   | Diego Arismendi  |     |
| 15    | MED   | Cristian Paz     | 67' |
| 5     | MED   | Marcel Román     |     |
| 17    | MED   | Juan Surraco     | 60' |
| 9     | DEL   | Edinson Cavani   |     |
| 19    | DEL   | Federico Laens   | 45' |
| D. T. | D. T. | Gustavo Ferrín   |     |

| 1     | POR   | Cristopher Toselli   |     |
| 7     | DEF   | Hans Martínez        |     |
| 3     | DEF   | Mauricio Isla        |     |
| 2     | DEF   | Cristián Suárez      |     |
| 5     | DEF   | Nicolás Larrondo     |     |
| 14    | MED   | Arturo Vidal         |     |
| 8     | MED   | Dagoberto Currimilla | 89' |
| 15    | MED   | Carlos Carmona       |     |
| 19    | DEL   | Felipe Flores        | 34' |
| 18    | DEL   | Mathías Vidangossy   |     |
| 9     | DEL   | Nicolás Medina       | 75' |
| D. T. | D. T. | José Sulantay        |     |

| 18 | DEL | Enzo Scorza            | 45' |
| 11 | DEL | Elías Ricardo Figueroa | 60' |
| 10 | MED | Gerardo Vonder Putten  | 67' |

| 11 | DEL | Jaime Grondona    | 34' |
| 10 | MED | Juan Pablo Arenas | 75' |
| 20 | MED | Eric Godoy        | 89' |

| 90+3' | Juan Manuel Díaz | 1:1 |

| 14' | Nicolás Medina | 0:1 |

| Principal | Leonardo Gaciba |

| 12    | POR   | Yaí Fontes       |     |
| 8     | DEF   | Damián Suárez    |     |
| 2     | DEF   | Gary Kagelmacher |     |
| 3     | DEF   | Martín Cáceres   |     |
| 13    | DEF   | Juan Manuel Díaz |     |
| 14    | MED   | Diego Arismendi  |     |
| 15    | MED   | Cristian Paz     | 67' |
| 5     | MED   | Marcel Román     |     |
| 17    | MED   | Juan Surraco     | 60' |
| 9     | DEL   | Edinson Cavani   |     |
| 19    | DEL   | Federico Laens   | 45' |
| D. T. | D. T. | Gustavo Ferrín   |     |

| 1     | POR   | Cristopher Toselli   |     |
| 7     | DEF   | Hans Martínez        |     |
| 3     | DEF   | Mauricio Isla        |     |
| 2     | DEF   | Cristián Suárez      |     |
| 5     | DEF   | Nicolás Larrondo     |     |
| 14    | MED   | Arturo Vidal         |     |
| 8     | MED   | Dagoberto Currimilla | 89' |
| 15    | MED   | Carlos Carmona       |     |
| 19    | DEL   | Felipe Flores        | 34' |
| 18    | DEL   | Mathías Vidangossy   |     |
| 9     | DEL   | Nicolás Medina       | 75' |
| D. T. | D. T. | José Sulantay        |     |

| 18 | DEL | Enzo Scorza            | 45' |
| 11 | DEL | Elías Ricardo Figueroa | 60' |
| 10 | MED | Gerardo Vonder Putten  | 67' |

| 11 | DEL | Jaime Grondona    | 34' |
| 10 | MED | Juan Pablo Arenas | 75' |
| 20 | MED | Eric Godoy        | 89' |

| 90+3' | Juan Manuel Díaz | 1:1 |

| 14' | Nicolás Medina | 0:1 |

| Principal | Leonardo Gaciba |

| 12    | POR   | Yaí Fontes       |     |
| 8     | DEF   | Damián Suárez    |     |
| 2     | DEF   | Gary Kagelmacher |     |
| 3     | DEF   | Martín Cáceres   |     |
| 13    | DEF   | Juan Manuel Díaz |     |
| 14    | MED   | Diego Arismendi  |     |
| 15    | MED   | Cristian Paz     | 67' |
| 5     | MED   | Marcel Román     |     |
| 17    | MED   | Juan Surraco     | 60' |
| 9     | DEL   | Edinson Cavani   |     |
| 19    | DEL   | Federico Laens   | 45' |
| D. T. | D. T. | Gustavo Ferrín   |     |

| 1     | POR   | Cristopher Toselli   |     |
| 7     | DEF   | Hans Martínez        |     |
| 3     | DEF   | Mauricio Isla        |     |
| 2     | DEF   | Cristián Suárez      |     |
| 5     | DEF   | Nicolás Larrondo     |     |
| 14    | MED   | Arturo Vidal         |     |
| 8     | MED   | Dagoberto Currimilla | 89' |
| 15    | MED   | Carlos Carmona       |     |
| 19    | DEL   | Felipe Flores        | 34' |
| 18    | DEL   | Mathías Vidangossy   |     |
| 9     | DEL   | Nicolás Medina       | 75' |
| D. T. | D. T. | José Sulantay        |     |

| 18 | DEL | Enzo Scorza            | 45' |
| 11 | DEL | Elías Ricardo Figueroa | 60' |
| 10 | MED | Gerardo Vonder Putten  | 67' |

| 11 | DEL | Jaime Grondona    | 34' |
| 10 | MED | Juan Pablo Arenas | 75' |
| 20 | MED | Eric Godoy        | 89' |

| 90+3' | Juan Manuel Díaz | 1:1 |

| 14' | Nicolás Medina | 0:1 |

| Principal | Leonardo Gaciba |

| 12    | POR   | Yaí Fontes       |     |
| 8     | DEF   | Damián Suárez    |     |
| 2     | DEF   | Gary Kagelmacher |     |
| 3     | DEF   | Martín Cáceres   |     |
| 13    | DEF   | Juan Manuel Díaz |     |
| 14    | MED   | Diego Arismendi  |     |
| 15    | MED   | Cristian Paz     | 67' |
| 5     | MED   | Marcel Román     |     |
| 17    | MED   | Juan Surraco     | 60' |
| 9     | DEL   | Edinson Cavani   |     |
| 19    | DEL   | Federico Laens   | 45' |
| D. T. | D. T. | Gustavo Ferrín   |     |

| 1     | POR   | Cristopher Toselli   |     |
| 7     | DEF   | Hans Martínez        |     |
| 3     | DEF   | Mauricio Isla        |     |
| 2     | DEF   | Cristián Suárez      |     |
| 5     | DEF   | Nicolás Larrondo     |     |
| 14    | MED   | Arturo Vidal         |     |
| 8     | MED   | Dagoberto Currimilla | 89' |
| 15    | MED   | Carlos Carmona       |     |
| 19    | DEL   | Felipe Flores        | 34' |
| 18    | DEL   | Mathías Vidangossy   |     |
| 9     | DEL   | Nicolás Medina       | 75' |
| D. T. | D. T. | José Sulantay        |     |

| 18 | DEL | Enzo Scorza            | 45' |
| 11 | DEL | Elías Ricardo Figueroa | 60' |
| 10 | MED | Gerardo Vonder Putten  | 67' |

| 11 | DEL | Jaime Grondona    | 34' |
| 10 | MED | Juan Pablo Arenas | 75' |
| 20 | MED | Eric Godoy        | 89' |

| 90+3' | Juan Manuel Díaz | 1:1 |

| 14' | Nicolás Medina | 0:1 |

| Principal | Leonardo Gaciba |

#### Fecha 5
| 1     | POR   | Cristopher Toselli |     |
| 7     | DEF   | Hans Martínez      |     |
| 2     | DEF   | Cristián Suárez    |     |
| 5     | DEF   | Nicolás Larrondo   |     |
| 3     | DEF   | Mauricio Isla      |     |
| 14    | MED   | Arturo Vidal       |     |
| 10    | MED   | Juan Pablo Arenas  | 60' |
| 15    | MED   | Carlos Carmona     |     |
| 11    | MED   | Jaime Grondona     | 56' |
| 18    | DEL   | Mathías Vidangossy |     |
| 9     | DEL   | Nicolás Medina     | 80' |
| D. T. | D. T. | José Sulantay      |     |

| 1     | POR   | Roberto Fernández    |     |
| 2     | DEF   | Gustavo Noguera      |     |
| 4     | DEF   | Pablo Aguilar        |     |
| 6     | DEF   | Nery Bareiro         |     |
| 3     | DEF   | Richard Salinas      | 42' |
| 8     | MED   | Luis Cáceres         |     |
| 5     | MED   | Juan Romero          | 30' |
| 14    | MED   | Nelson Amarilla      |     |
| 10    | MED   | Marcelo Estigarribia |     |
| 18    | DEL   | Cristian Bogado      |     |
| 19    | DEL   | Édgar Benítez        | 46' |
| D. T. | D. T. | Eradio Espinoza      |     |

| 17 | DEL | Alexis Sánchez      | 56' |
| 6  | MED | Gary Medel          | 60' |
| 13 | DEF | Christian Sepúlveda | 80' |

| 7  | DEL | Julián Benítez | 30' |
| 9  | DEL | Carlos Acuña   | 42' |
| 13 | DEL | Jorge Escobar  | 46' |

| 19' · 58' | Juan Pablo Arenas Arturo Vidal | 1:0 2:2 |

| 47' (pen.) · 55' · 61' | Cristian Bogado Carlos Acuña Jorge Escobar | 1:1 1:2 2:3 |

| 36' · 37' | Cristián Suárez Hans Martínez |

| 33' · 39' · 49' · 64' · 73' · 89' | Richard Salinas Pablo Aguilar Carlos Acuña Jorge Escobar Cristian Bogado Gustavo Noguera |

| 65' · 87' | Hans Martínez Alexis Sánchez |

| 87' | Pablo Aguilar |

| Principal  | Samuel Haro |
| Asistentes | Marco Muzo  |
|            | Juan Arroyo |

| 1     | POR   | Cristopher Toselli |     |
| 7     | DEF   | Hans Martínez      |     |
| 2     | DEF   | Cristián Suárez    |     |
| 5     | DEF   | Nicolás Larrondo   |     |
| 3     | DEF   | Mauricio Isla      |     |
| 14    | MED   | Arturo Vidal       |     |
| 10    | MED   | Juan Pablo Arenas  | 60' |
| 15    | MED   | Carlos Carmona     |     |
| 11    | MED   | Jaime Grondona     | 56' |
| 18    | DEL   | Mathías Vidangossy |     |
| 9     | DEL   | Nicolás Medina     | 80' |
| D. T. | D. T. | José Sulantay      |     |

| 1     | POR   | Roberto Fernández    |     |
| 2     | DEF   | Gustavo Noguera      |     |
| 4     | DEF   | Pablo Aguilar        |     |
| 6     | DEF   | Nery Bareiro         |     |
| 3     | DEF   | Richard Salinas      | 42' |
| 8     | MED   | Luis Cáceres         |     |
| 5     | MED   | Juan Romero          | 30' |
| 14    | MED   | Nelson Amarilla      |     |
| 10    | MED   | Marcelo Estigarribia |     |
| 18    | DEL   | Cristian Bogado      |     |
| 19    | DEL   | Édgar Benítez        | 46' |
| D. T. | D. T. | Eradio Espinoza      |     |

| 17 | DEL | Alexis Sánchez      | 56' |
| 6  | MED | Gary Medel          | 60' |
| 13 | DEF | Christian Sepúlveda | 80' |

| 7  | DEL | Julián Benítez | 30' |
| 9  | DEL | Carlos Acuña   | 42' |
| 13 | DEL | Jorge Escobar  | 46' |

| 19' · 58' | Juan Pablo Arenas Arturo Vidal | 1:0 2:2 |

| 47' (pen.) · 55' · 61' | Cristian Bogado Carlos Acuña Jorge Escobar | 1:1 1:2 2:3 |

| 36' · 37' | Cristián Suárez Hans Martínez |

| 33' · 39' · 49' · 64' · 73' · 89' | Richard Salinas Pablo Aguilar Carlos Acuña Jorge Escobar Cristian Bogado Gustavo Noguera |

| 65' · 87' | Hans Martínez Alexis Sánchez |

| 87' | Pablo Aguilar |

| Principal  | Samuel Haro |
| Asistentes | Marco Muzo  |
|            | Juan Arroyo |

| 1     | POR   | Cristopher Toselli |     |
| 7     | DEF   | Hans Martínez      |     |
| 2     | DEF   | Cristián Suárez    |     |
| 5     | DEF   | Nicolás Larrondo   |     |
| 3     | DEF   | Mauricio Isla      |     |
| 14    | MED   | Arturo Vidal       |     |
| 10    | MED   | Juan Pablo Arenas  | 60' |
| 15    | MED   | Carlos Carmona     |     |
| 11    | MED   | Jaime Grondona     | 56' |
| 18    | DEL   | Mathías Vidangossy |     |
| 9     | DEL   | Nicolás Medina     | 80' |
| D. T. | D. T. | José Sulantay      |     |

| 1     | POR   | Roberto Fernández    |     |
| 2     | DEF   | Gustavo Noguera      |     |
| 4     | DEF   | Pablo Aguilar        |     |
| 6     | DEF   | Nery Bareiro         |     |
| 3     | DEF   | Richard Salinas      | 42' |
| 8     | MED   | Luis Cáceres         |     |
| 5     | MED   | Juan Romero          | 30' |
| 14    | MED   | Nelson Amarilla      |     |
| 10    | MED   | Marcelo Estigarribia |     |
| 18    | DEL   | Cristian Bogado      |     |
| 19    | DEL   | Édgar Benítez        | 46' |
| D. T. | D. T. | Eradio Espinoza      |     |

| 17 | DEL | Alexis Sánchez      | 56' |
| 6  | MED | Gary Medel          | 60' |
| 13 | DEF | Christian Sepúlveda | 80' |

| 7  | DEL | Julián Benítez | 30' |
| 9  | DEL | Carlos Acuña   | 42' |
| 13 | DEL | Jorge Escobar  | 46' |

| 19' · 58' | Juan Pablo Arenas Arturo Vidal | 1:0 2:2 |

| 47' (pen.) · 55' · 61' | Cristian Bogado Carlos Acuña Jorge Escobar | 1:1 1:2 2:3 |

| 36' · 37' | Cristián Suárez Hans Martínez |

| 33' · 39' · 49' · 64' · 73' · 89' | Richard Salinas Pablo Aguilar Carlos Acuña Jorge Escobar Cristian Bogado Gustavo Noguera |

| 65' · 87' | Hans Martínez Alexis Sánchez |

| 87' | Pablo Aguilar |

| Principal  | Samuel Haro |
| Asistentes | Marco Muzo  |
|            | Juan Arroyo |

| 1     | POR   | Cristopher Toselli |     |
| 7     | DEF   | Hans Martínez      |     |
| 2     | DEF   | Cristián Suárez    |     |
| 5     | DEF   | Nicolás Larrondo   |     |
| 3     | DEF   | Mauricio Isla      |     |
| 14    | MED   | Arturo Vidal       |     |
| 10    | MED   | Juan Pablo Arenas  | 60' |
| 15    | MED   | Carlos Carmona     |     |
| 11    | MED   | Jaime Grondona     | 56' |
| 18    | DEL   | Mathías Vidangossy |     |
| 9     | DEL   | Nicolás Medina     | 80' |
| D. T. | D. T. | José Sulantay      |     |

| 1     | POR   | Roberto Fernández    |     |
| 2     | DEF   | Gustavo Noguera      |     |
| 4     | DEF   | Pablo Aguilar        |     |
| 6     | DEF   | Nery Bareiro         |     |
| 3     | DEF   | Richard Salinas      | 42' |
| 8     | MED   | Luis Cáceres         |     |
| 5     | MED   | Juan Romero          | 30' |
| 14    | MED   | Nelson Amarilla      |     |
| 10    | MED   | Marcelo Estigarribia |     |
| 18    | DEL   | Cristian Bogado      |     |
| 19    | DEL   | Édgar Benítez        | 46' |
| D. T. | D. T. | Eradio Espinoza      |     |

| 17 | DEL | Alexis Sánchez      | 56' |
| 6  | MED | Gary Medel          | 60' |
| 13 | DEF | Christian Sepúlveda | 80' |

| 7  | DEL | Julián Benítez | 30' |
| 9  | DEL | Carlos Acuña   | 42' |
| 13 | DEL | Jorge Escobar  | 46' |

| 19' · 58' | Juan Pablo Arenas Arturo Vidal | 1:0 2:2 |

| 47' (pen.) · 55' · 61' | Cristian Bogado Carlos Acuña Jorge Escobar | 1:1 1:2 2:3 |

| 36' · 37' | Cristián Suárez Hans Martínez |

| 33' · 39' · 49' · 64' · 73' · 89' | Richard Salinas Pablo Aguilar Carlos Acuña Jorge Escobar Cristian Bogado Gustavo Noguera |

| 65' · 87' | Hans Martínez Alexis Sánchez |

| 87' | Pablo Aguilar |

| Principal  | Samuel Haro |
| Asistentes | Marco Muzo  |
|            | Juan Arroyo |

## Estadísticas

### Generales
| Pts | PJ | PG | PE | PP | GF | GC | Dif | Resultado    |
| --- | -- | -- | -- | -- | -- | -- | --- | ------------ |
| 12  | 9  | 3  | 3  | 2  | 20 | 13 | 7   | Cuarto lugar |

### Goleadores
| Jugador            | Goles |
| Arturo Vidal       | 6     |
| ------------------ | ----- |
| Nicolás Medina     | 5     |
| Nicolás Larrondo   | 3     |
| Juan Pablo Arenas  | 2     |
| Mathías Vidangossy | 2     |
| Alexis Sánchez     | 1     |
| Mauricio Isla      | 1     |